# Louis Le Pensec
Louis Le Pensec (ur. 8 stycznia 1937 w Mellac, zm. 10 stycznia 2024 w Quimperlé) – francuski polityk, ekonomista i samorządowiec, parlamentarzysta, minister w różnych resortach (1981–1983, 1988–1993 i 1997–1998).

## Życiorys
Z wykształcenia ekonomista. Pracował jako nauczyciel akademicki na Université de Rennes, a także w zarządach różnych przedsiębiorstw (m.in. Snecma). Był działaczem lewicowej Parti socialiste unifié, w 1974 wraz z jej liderem Michelem Rocardem dołączył do Partii Socjalistycznej.
W 1973 po raz pierwszy został wybrany do Zgromadzenia Narodowego. Do niższej izby parlamentu uzyskiwał reelekcję w kolejnych wyborach w 1978, 1981, 1986, 1988, 1993 i 1997. Od 1971 do 1997 pełnił funkcję mera swojej rodzinnej miejscowości, w latach 1976–2008 był radnym departamentu Finistère, zajmował stanowisko wiceprzewodniczącego rady generalnej.
Od maja 1981 do marca 1983 był ministrem do spraw morskich w rządach, którymi kierował Pierre Mauroy. Od maja do czerwca 1988 ponownie pełnił to stanowisko w pierwszym rządzie Michela Rocarda. Następnie do marca 1993 wchodził w skład jego drugiego rządu (będąc od 1989 też jego rzecznikiem) oraz gabinetów Édith Cresson i Pierre’a Bérégovoy jako minister do spraw zamorskich. Był także członkiem rządu Lionela Jospina, w którym od czerwca 1997 do października 1998 odpowiadał za rolnictwo i rybołówstwo.
W latach 1998–2008 był członkiem francuskiego Senatu, nie ubiegał się o ponowny wybór.